# Lepidosaphes yanagicola
Lepidosaphes yanagicola är en insektsart som beskrevs av Kuwana 1925. Lepidosaphes yanagicola ingår i släktet Lepidosaphes och familjen pansarsköldlöss. Inga underarter finns listade i Catalogue of Life.